# کلیسای جورج شهر ویسمار
کلیسای جورج شهر ویسمار یکی از سه بنای مقدس گوتیک در شهر قدیمی ویسمار (Altstadt به همراه سنت ماریین و سنت نیکولای است. Georgenkirche کلیسای مستقلان (کسانی که داری حق مالکیت بودند) و صنعتگران ویسمار بود. ساخت آن در اوایل قرن سیزدهم (حدود سال ۱۲۹۵آغاز شد، برای اولین بار در قرن چهاردهم بازسازی شد. از ۱۴۰۴ برای آن برج، شبستان ساخته شد. هنگامی که کار ساخت و ساز در سال ۱۵۹۴ به پایان رسید، برج آن هنوز ناقص بود. این کلیسا در جنگ جهانی دوم به شدت آسیب دید. در سال ۱۹۴۵ بمب خسارت شدیدی وارد کرد و باعث فروپاشی شیروانی و قسمت شمال آن شد. این کلیسا در زمان آلمان شرقی DDR (مخفف Deutsche Demokratische Republik) در حالت آسیب دیده باقی ماند تا اینکه پس از اتحاد دو آلمان در سال ۱۹۹۰ کار ترمیم، بازسازی و ایمن‌سازی آن آغاز شد. این بنای زیبا به عنوان بخشی از شهر قدیمی ویسمار در سال ۲۰۰۲ در فهرست میراث جهانی یونسکو قرار گرفت. در حال حاضر از این ساختمان برای برگزاری همایش‌ها، گردهمایی‌ها و کنسرت استفاده می‌شود و بازدید برای عموم آزاد و رایگان است.

## نگارخانه

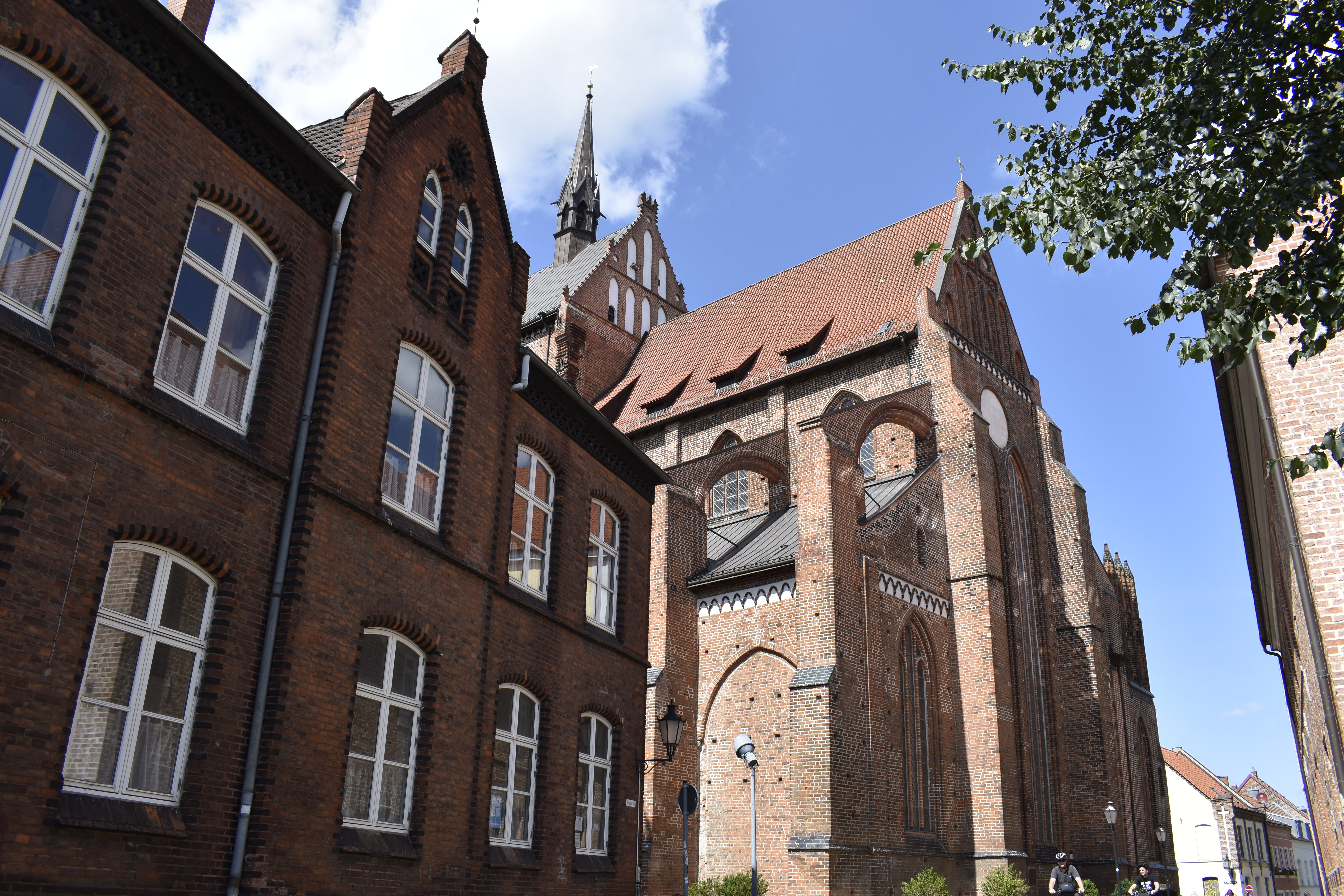
تصویری از ساختمان
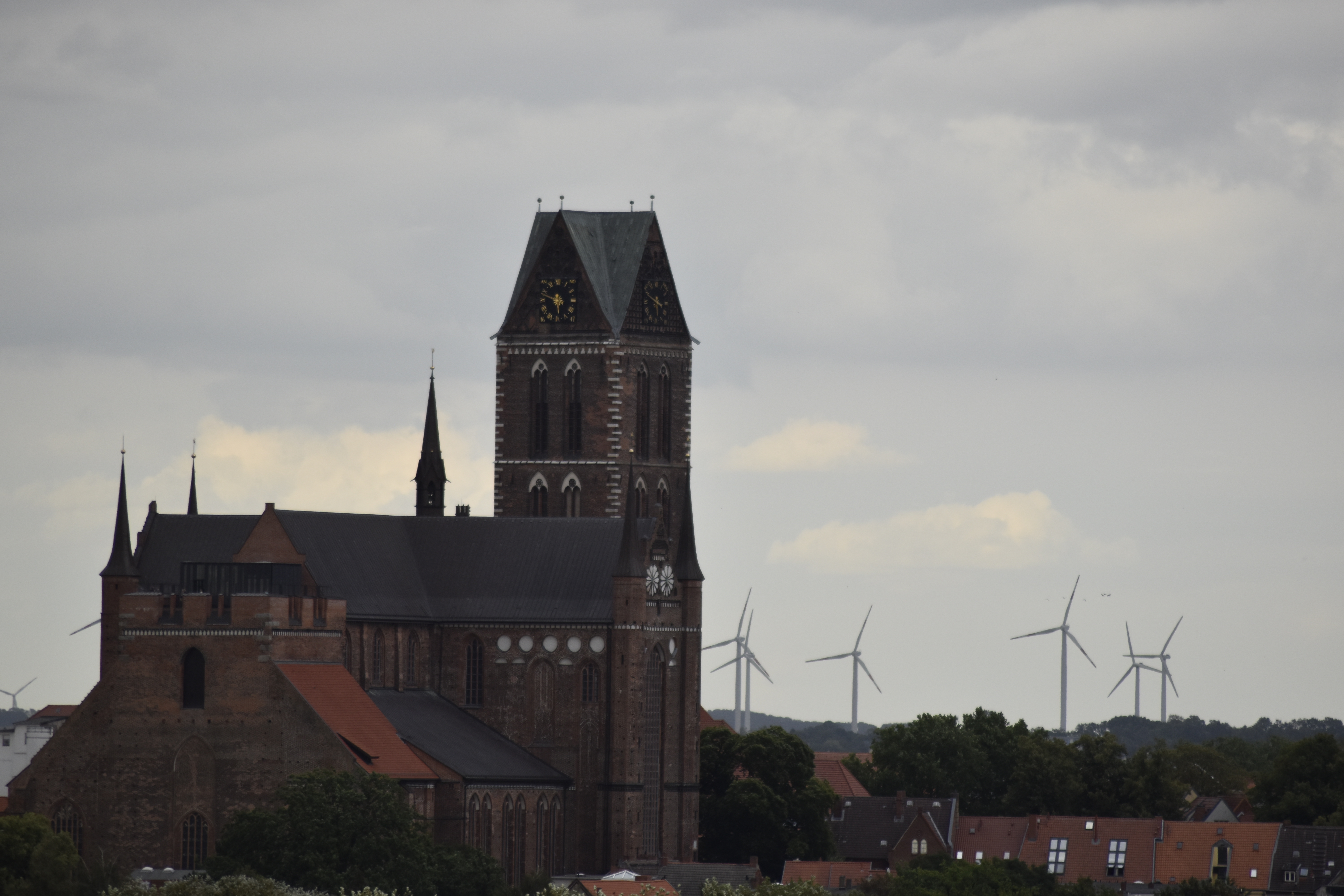
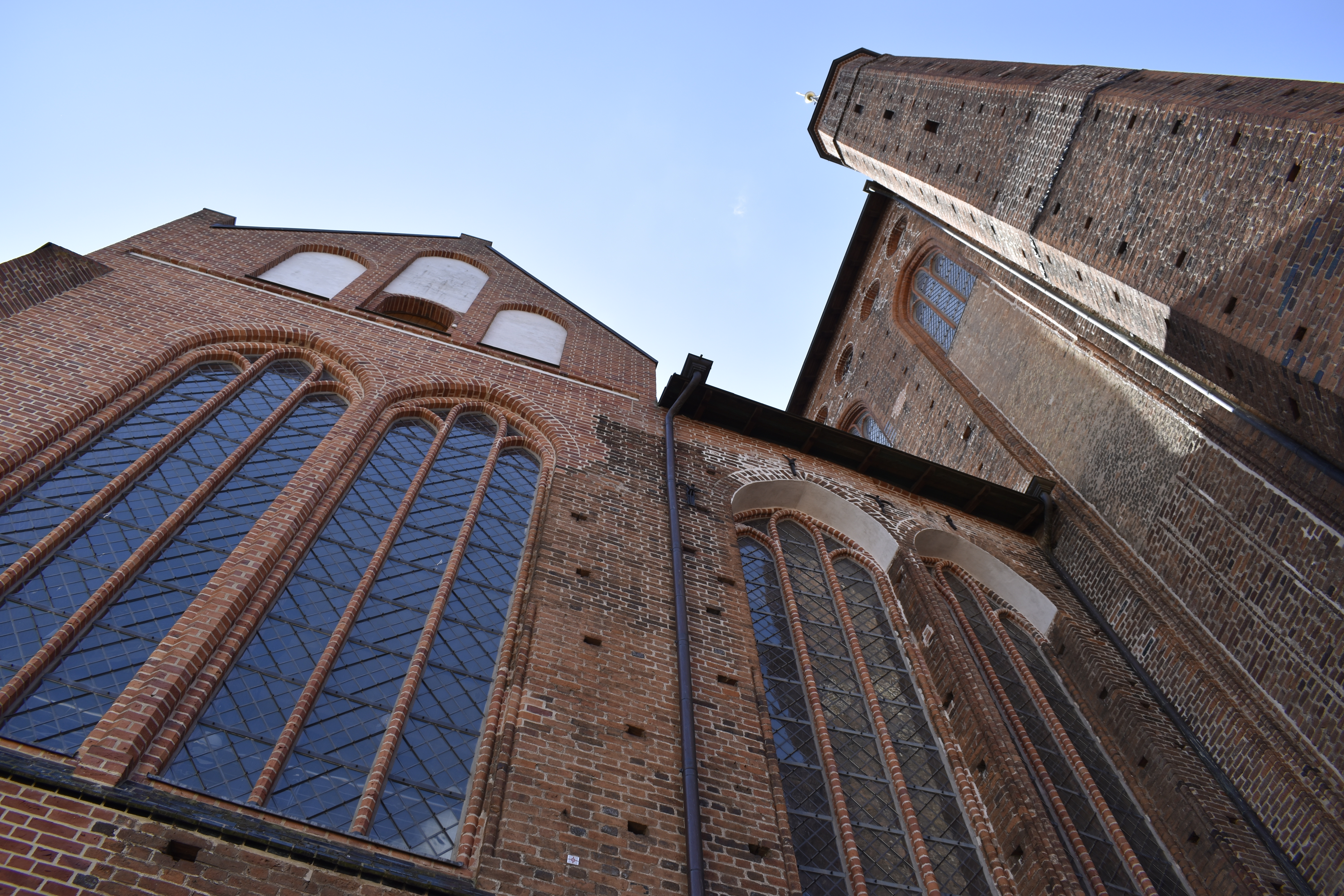
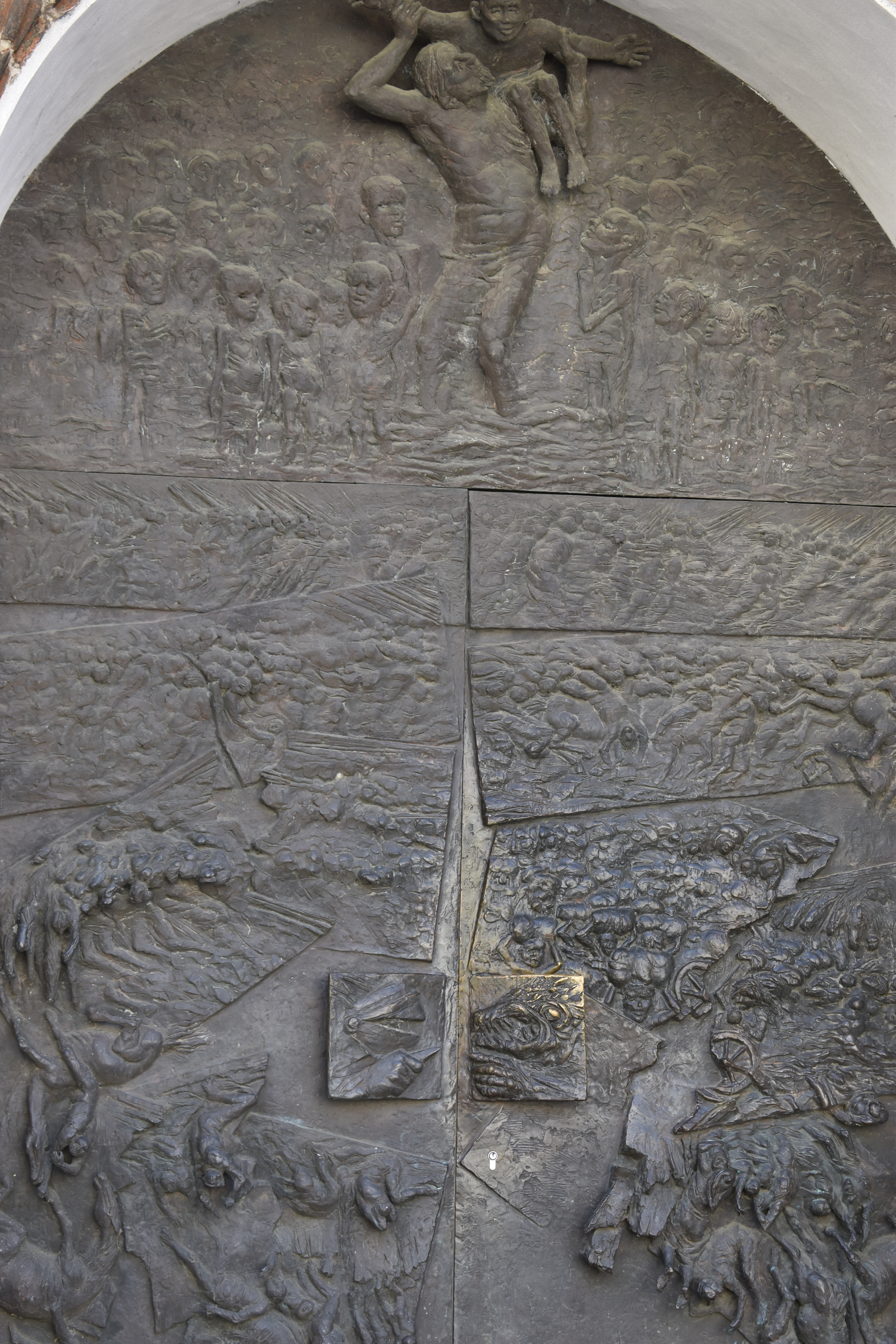
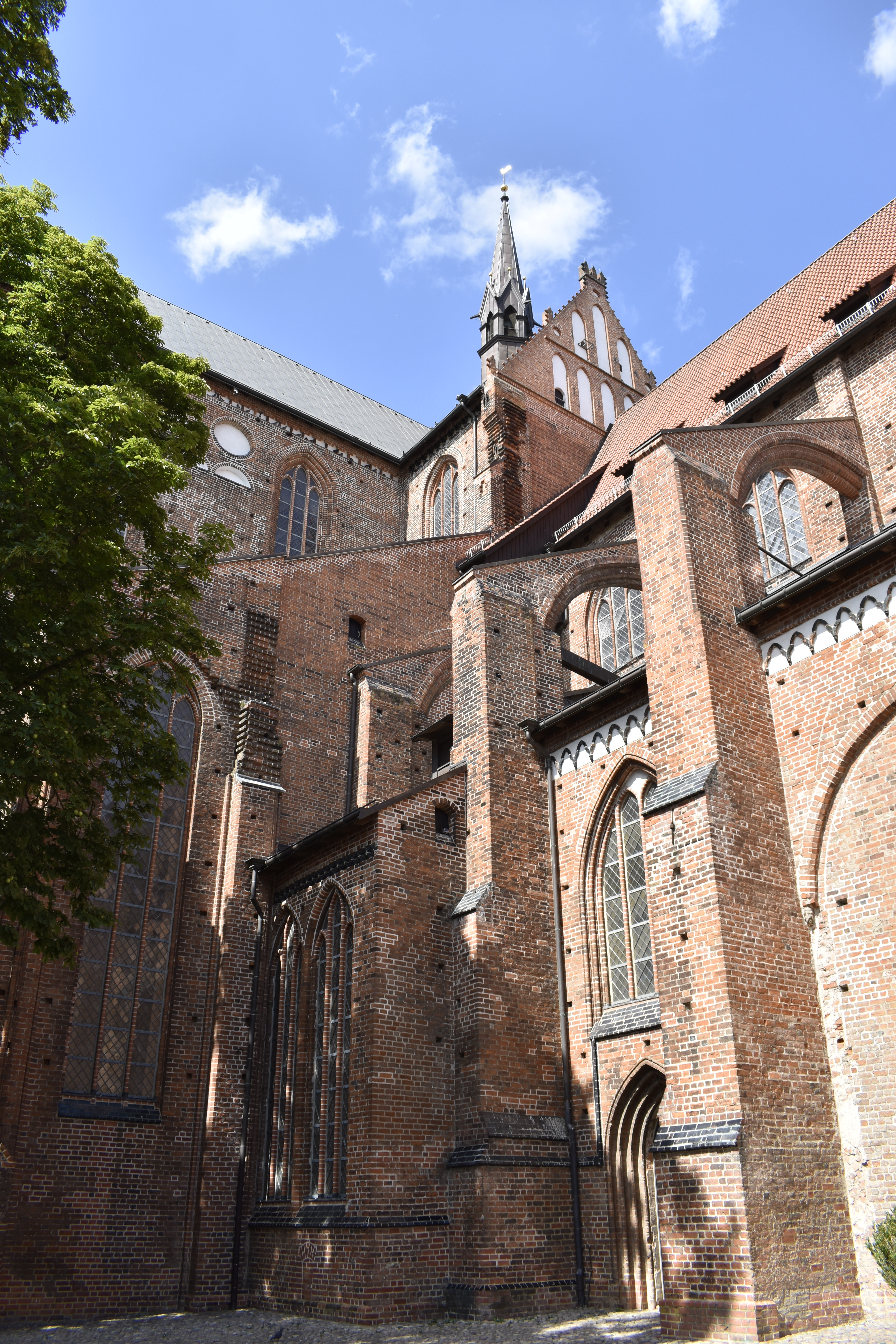
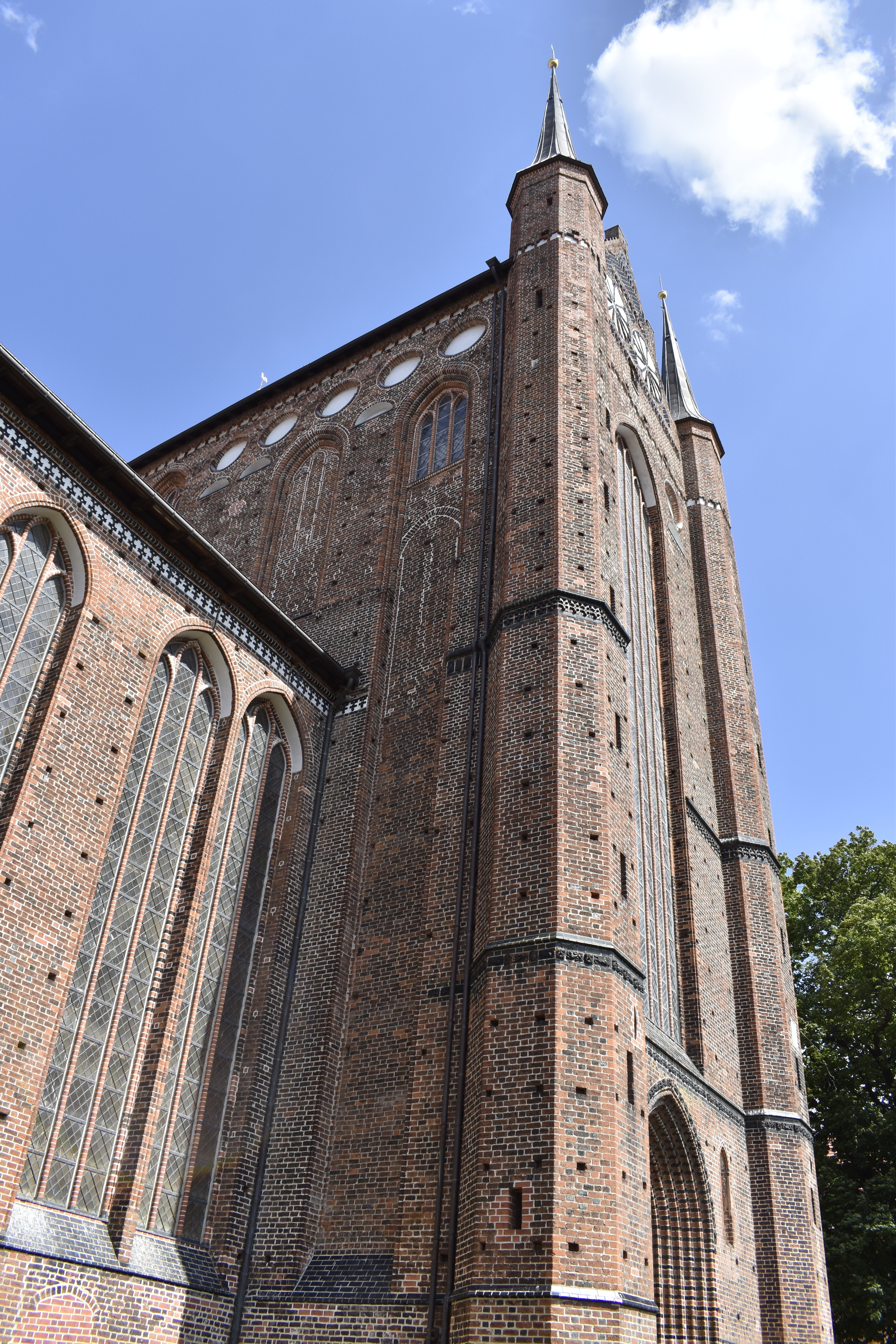